# Bitwa o Ławicę
Bitwa o Ławicę – bitwa rozegrana w dniu 6 stycznia 1919 podczas powstania wielkopolskiego o wieś Ławica pod Poznaniem (obecnie w granicach Poznania), gdzie zlokalizowane było niemieckie lotnisko wojskowe. W wyniku bitwy w ręce Polaków trafił sprzęt wartości 200 milionów marek niemieckich, będący największym łupem wojennym w dziejach polskiego oręża.

## Zdobycie lotniska Ławica
Powstanie wielkopolskie wybuchło 27 grudnia 1918 w Poznaniu. Polacy przejęli większość miasta i okolic, jednak lotniska we wsi Ławica nie udało się im opanować. Na lotnisku, nazwanym przez Niemców Die Fliegerstation Posen-Lawitz, stacjonował Flieger Ersatz Abteilung Nr 4 (Zapasowy Oddział Lotniczy nr 4) liczący 200 żołnierzy, w tym ok. 40 narodowości polskiej (według innych źródeł 400 osób). Lotnisko zostało zbudowane przed I wojną światową na apel gazety „Posener Tageblatt” ze składek społeczeństwa Poznania (zbiórka na samolot Posen) i oddane do eksploatacji 26 sierpnia 1913 (inne źródła w lipcu 1913) w czasie parady V Korpusu Armijnego. Lotnisko zajmowało obszar ok. 300 hektarów. Pole wzlotów długości ok. 1300 m, szerokości ok. 700 m, a także koszary z charakterystyczną wieżą (istnieje do dzisiaj) oraz warsztaty w barakach i trzy hale. W czasie wojny ważniejszą funkcję od lotniska pełniła hala zeppelinów na Winiarach (zob. hala sterowcowa w Poznaniu), a Poznań był ośrodkiem wojsk balonowych.
Kluczową rolę wśród Polaków w jednostce odgrywał sierżant pilot Wiktor Pniewski. Polska Organizacja Wojskowa Zaboru Pruskiego rozkazała mu prowadzenie przygotowań do utworzenia polskiego oddziału na lotnisku w momencie przejęcia władzy w Poznaniu przez Polaków. Pniewski z pomocą sierż. pilota Józefa Mańczaka wciągnął do konspiracji 5 pilotów, 2 obserwatorów i 32 mechaników samolotowych. Polacy znali rozmieszczenie i zawartość magazynów, hangarów i koszar. Nie dopuścili do wywiezienia sprzętu na lotnisko we Frankfurcie n. Odrą. Po wybuchu powstania Ławica stała się dla dowództwa powstania celem głównym. Polacy wiedzieli, że Prusacy trzymają na lotnisku i w Winiarach duże ilości sprzętu lotniczego i balonowego.
Na początku 1919 w Poznaniu poszła wieść o planowanej zemście Niemców na powstańcach poprzez bombardowanie Poznania z samolotów z Ławicy. Najprawdopodobniej była to dezinformacja, aby przekonać Komisariat Naczelnej Rady Ludowej do podjęcia ataku na lotnisko. Komisariat obawiał się, że atak na lotnisko wywoła naloty odwetowe z lotnisk w głębi Rzeszy. Plan opanowania Ławicy powstał jeszcze przed wybuchem powstania. Polska Organizacja Wojskowa Zaboru Pruskiego uważała, że trzeba się z opanowaniem lotniska spieszyć, ponieważ Niemcy mogą wywieźć zgromadzone samoloty i balony. Decyzja o ataku na niemiecką Stację Lotniczą w Ławicy zapadła w nocy 4/5 stycznia 1919. Podjęli ją: ppor. Mieczysław Paluch i sierż. Pniewski. Wobec stawianych argumentów możliwości bombardowania Poznania sierżant Wiktor Pniewski – podoficer niemieckich sił lotniczych, przekonywał, że Polacy muszą także mieć lotnictwo, aby się bronić, a siłę lotnictwa w walkach pokazały działania wojenne. Decyzję poparł mjr Stanisław Taczak.
5 stycznia powstańcy udali się do Ławicy, gdzie zasugerowali niemieckiemu komendantowi bazy por. Fischerowi poddanie się, oddanie lotniska i wydanie sprzętu. Część personelu niemieckiego z Rady Żołnierskiej godziła się na wymarsz z lotniska z honorami, na co Polacy nie godzili się, żądając kapitulacji. Niemcy nie chcieli słyszeć o kapitulacji i nie zamierzali składać broni w obliczu takiego postawienia sprawy przez Polaków. Zagrozili wysadzeniem obiektów lotniska i Fortu VII (skład kilkuset ton bomb). Gdy toczyły się dyskusje ze stroną niemiecką, Polacy odcięli łączność lotniska z Berlinem. Wyłączyli także elektryczność. Niemcy nie kapitulowali, co Polaków nie satysfakcjonowało. Stanęło na tym, że będą prowadzone walki. Po powrocie powstańcy rozpoczęli przygotowania do ataku. Atak miały wykonać trzy kompanie I. batalionu Służby Straży i Bezpieczeństwa, pluton strzelców konnych, kilka oddziałów Polskiej Organizacji Wojskowej Zaboru Pruskiego, oddział sanitarny. Wsparcie zapewnić miały dwa działa kalibru 8 cm. W sumie było to 350-400 ludzi z kilkoma karabinami maszynowymi i dwoma działami 80 mm. Dowódcą sił polskich był ppor. Kazimierz Nieżychowski. Główne siły powstańcze zaatakować miały od strony wsi Ławica, artylerię zgrupowano na stacji kolejowej Poznań Wola. Od strony miasta atak miały pozorować oddziały kawalerii rotmistrza Kalinowskiego. Chcąc zapewnić sobie element zaskoczenia, zaplanowano atak na wczesne godziny ranne. Przegrupowania oddziałów polskich były przykryte ponadto przez panujące ciemności (przecięto kabel elektryczny łączący Stację Lotniczą z Poznaniem).
6 stycznia 1919 o godz. 6.30 rozpoczęto bitwę. Atak na niemieckie lotnisko polegał na oddaniu ze Wzgórza Berlińskiego przez wielkopolskich powstańców czterech strzałów armatnich. Artyleria polska starała się nie wywołać pożarów i nie zniszczyć samolotów. Równocześnie nastąpił atak piechoty. Po 20 minutach szturmu powstańcy uzyskali pełne powodzenie. Komendant lotniska por. Fischer poddał jednostkę. Zginął jeden powstaniec, a kilku było rannych. Po stronie niemieckiej było dwóch zabitych i kilkunastu rannych. Polacy wzięli do niewoli 110 żołnierzy, zdobyli 26 sprawnych samolotów i 20 karabinów maszynowych.

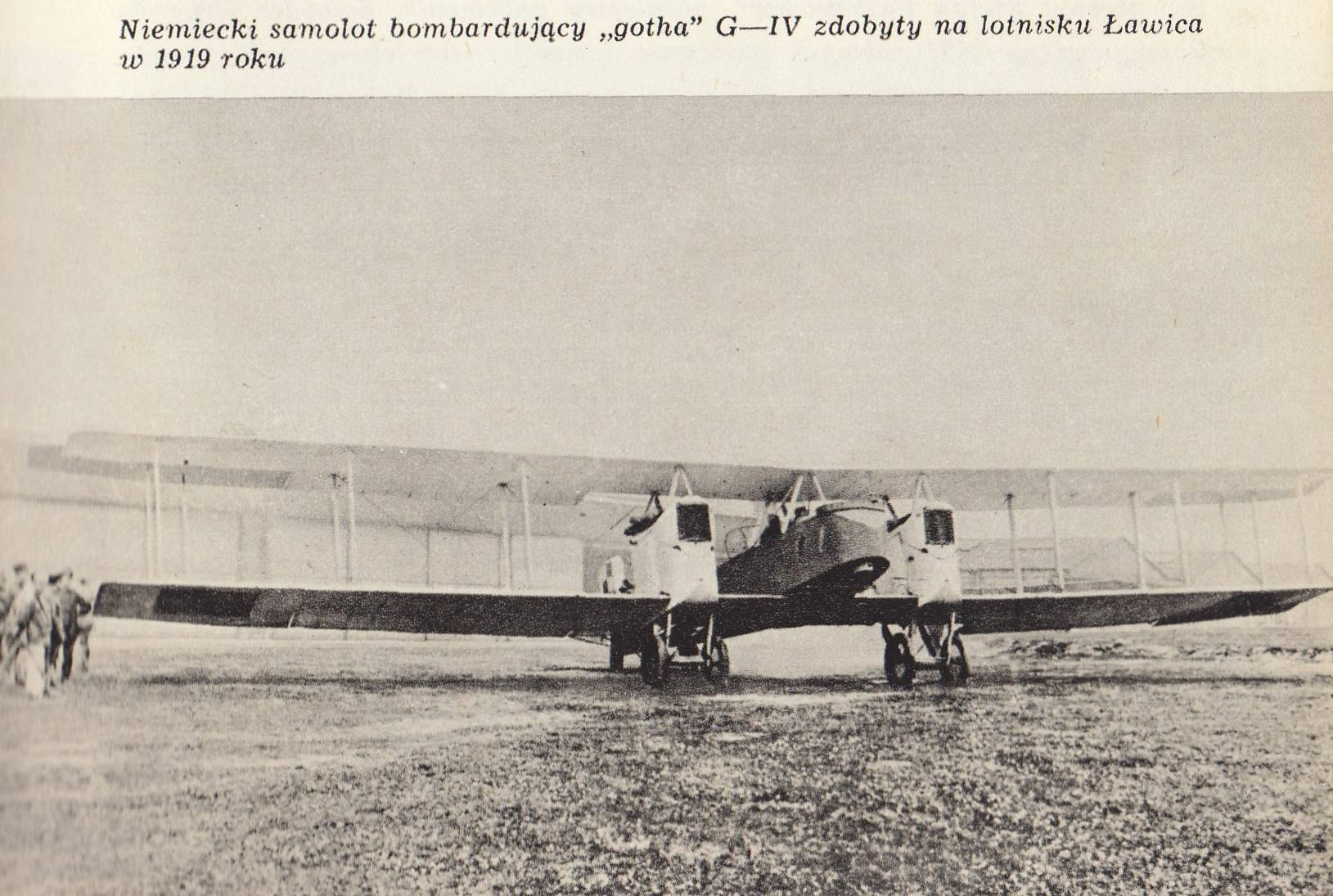
Samolot bombowy Gotha G.IV zdobyty przez powstańców

Oprócz tego Polacy zdobyli na lotnisku w Ławicy i Winiarach 6 stycznia większą ilość sprzętu lotniczego w postaci rozmontowanych i zakonserwowanych samolotów bojowych (jak Albatros B.II, LVG C.V. i AEG C.IV, a także Rumplery klasy C, DFW C.V, Fokkery klasy D.E, Halberstadty klasy Cl, Hannover CL.II) oraz balonów obserwacyjnych. Ławica była najważniejszym obiektem lotniczym zdobytym przez Polaków. Niemcy zmagazynowali tam duże ilości sprzętu lotniczego oraz części zamiennych. Po opanowaniu Poznania przez powstańców wielkopolskich, niemiecka załoga Ławicy chciała ewakuować samoloty do Frankfurtu nad Odrą. Dzięki szybkiej akcji polskiego oddziału z ppor. A. Kopą na czele udało się temu zapobiec. Zdobyto 70 samolotów, z tego 50 gotowych do startu, w tym gotowe do złożenia samoloty wielozadaniowe LVG C.V. (Niemcy używali ich na froncie zachodnim do rozpoznania, fotografowania i naprowadzania artylerii na cel). LVG mógł zabrać do 115 kg bomb. Jak wspominał sierżant Pniewski: „Z zapasów tych sformowane zostały cztery eskadry, a jeszcze w początkach stycznia wysłałem do Warszawy kilkadziesiąt samolotów. Czarne krzyże na kadłubach zamalowano biało-czerwoną szachownicą, zgodnie z rozporządzeniem szefa Sztabu Generalnego WP nr 38 z 1 grudnia 1918 był znakiem rozpoznawczym polskich sił powietrznych.
W hangarach na Winiarach doliczono się ponad 300 samolotów, w większości zwiadowczych i szkolnych, znaleziono też w bazie sterowców 20 karabinów maszynowych. W Forcie VII znaleziono zapas bomb. Na Ławicy oraz w Winiarach znajdował się sprzęt wartości ok. 160 mln marek. Przejęty sprzęt pozwolił na utworzenie pierwszych wielkopolskich eskadr. Pierwszy komendantem lotniska Ławica był ppor. pil. Wiktor Pniewski.
Niemcy jednak zdecydowali się na odwet. Jeszcze 6 stycznia z Frankfurtu nad Odrą wystartowały bombowce i zaatakowały powstańców pod Nakłem. 7 stycznia ok. 13 kilka samolotów niemieckich bombowych Gotha G.IV latało nad Poznaniem i bombardowało Ławicę. Na Ławicę zrzucono 18 bomb. Powstańcy nie spodziewali się uderzenia. Zginął jeden Polak, a dwóch odniosło rany. Spłonął drewniany barak. W kolejnym ataku 8 stycznia w czasie nalotu powstańcy otworzyli ogień i trafili niemiecki samolot, który zapalił się i w okolicach Bledzewa między Międzyrzeczem a Gorzowem awaryjnie lądował (załoga spaliła samolot). Lotnicy zostali wzięci do niewoli i osadzeni w poznańskiej Cytadeli. Straty polskie były niewielkie, jednak wywołały w Poznaniu panikę. Obawiano się dalszych nalotów. Wtedy sierżant Pniewski wspólnie z pilotami Józefem Mańczakiem, Zygmuntem Rosadem, Damazym Kortylewiczem, Wojciechem Białym i Janem Kasprzakiem bez pozwolenia dowództwa zorganizowali 9 stycznia rzekomo udany nalot na lotnisko we Frankfurcie nad Odrą. Sześć samolotów wywiadowczych LVG C.V. z biało-czerwonymi szachownicami, kiedy ukazały się nad Poznaniem, wywołały entuzjazm ludności, która wyległa na ulice. Pilotami eskadry byli: Józef Mańczak, Damazy Kuryłowicz, Wojciech Biały, Zygmunt Rosada i Wiktor Pniewski. Z Mańczakiem poleciał Jan Kasprzak. Była to odpowiedź na nalot niemiecki na lotnisko Ławica. Zdobycie samolotów na Ławicy umożliwiło także powstrzymanie niemieckich bombardowań Poznania i okolicznych wsi.
7 stycznia 1919 przy Dowództwie Głównym w Poznaniu utworzono Referat Lotnictwa pod dowództwem ppor. obserwatora Zygmunta Stemplewicza, na lotnisku utworzono Stację Lotniczą pod dowództwem sierż. pilota Wiktora Pniewskiego. W skład Stacji weszły cztery kompanie. 1. kompanią lotniczą dowodził sierż. pilot Józef Mańczak (w składzie grupa lotników i grupa mechaników), 2 kompanią warsztatową dowodził sierż. Franciszek Gruszkiewicz, 3 kompanią wartowniczą dowodził sierż. obserwator Józef Szyfter. Do 4 kompanii rekruckiej kierowano ochotników do służby w lotnictwie. 22 stycznia gen. Józef Dowbor-Muśnicki przekazał obowiązki dowódcy wielkopolskiego lotnictwa płk. Gustawowi Macewiczowi. W warsztatach w Ławicy rozpoczęto montaż samolotów z przejętych części zdobytych w Hali Zeppelina.

## Rzekomy pierwszy nalot bombowy

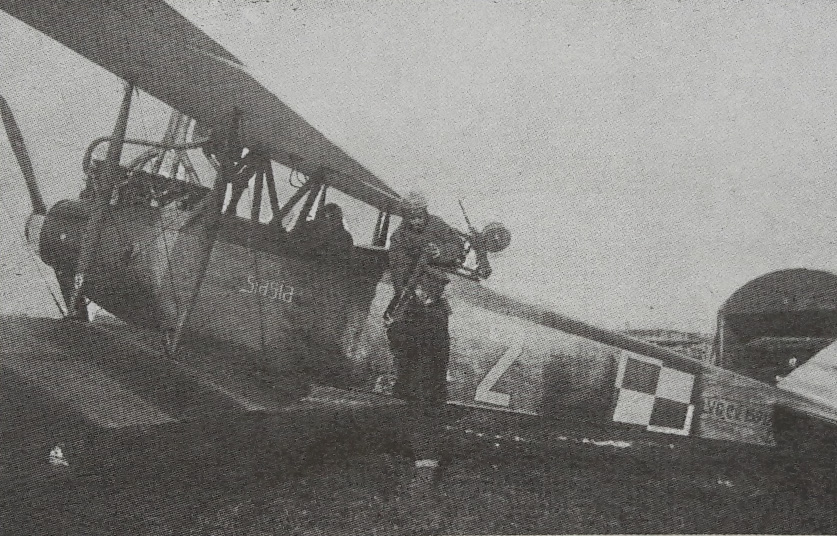
Polski samolot LVG C.V

9 stycznia 1919 z lotniska na Ławicy odbył się rzekomo pierwszy nalot bombowy w historii polskich skrzydeł, zakończony sukcesem.
Nad Frankfurtem Polacy mieli znaleźć się po półtoragodzinnym locie. Niemcy byli zaskoczeni, obsługa lotniska w ogóle się nie broniła. Bombardowanie trwało godzinę. 6 polskich maszyn LVG miało zbombardować niemieckie lotnisko, zrzucając 900 kg bomb. Samoloty wykonały sześć przelotów nad miastem i sześć bombardowań lotniska. Frankfurt położony daleko od frontów, nie był wcześniej nękany ani przez Rosjan, ani przez Anglików czy Francuzów. Niemcy nie mieli tylko wątpliwości, że atakowali ich Polacy. Każdy samolot miał na pokładzie bomby 25 kg, zrzucane ręcznie. Na lotnisko spadło 36 bomb, które zniszczyły hangar i samolot, wznieciły pożar. Samoloty szczęśliwie wróciły do Poznania.
Fakt przeprowadzenia nalotu na Frankfurt został zakwestionowany przez współczesnych badaczy, którzy uważają go za mit. Wszystkie opracowania dotyczące rzekomego nalotu opierają się na wspomnieniach Wiktora Pniewskiego, dowódcy oddziału powstańczego, który zajął lotnisko. Pierwsza informacja o nalocie, wraz z nazwiskami sześciu pilotów, którzy mieli go dokonać, pojawiła się dopiero w 1975 w książce Kazimierza Sławińskiego Ławica – poznańskie lotnisko. Drobna wzmianka pojawia się w jednej z wersji wspomnień Pniewskiego z 1931, w których była mowa o zatelegrafowaniu do Frankfurtu nad Odrą z groźbą nalotu odwetowego po nalocie niemieckim. Dwa samoloty wystartowały wówczas, ale zawróciły. Badacz Robert Kulczyński nie znalazł w zbiorach Centralnego Archiwum Wojskowego ani jednego raportu o nalocie, brak też jakichkolwiek wniosków odznaczeniowych. Również w prasie frankfurckiej wydawanej w tamtym okresie nie ma słowa o nalocie. Sam Pniewski w pisemnych wspomnieniach nie twierdził, żeby dokonano nalotu. Nadto, według wersji spotykanej w piśmiennictwie, samoloty miały lecieć z załogami jednoosobowymi z samymi pilotami na pokładzie, bez obserwatorów – co kłóci się z faktem, że to obserwatorzy byli dowódcami załogi i zrzucali bomby. 
Niemcy zaprzestali nalotów na Poznań i całkiem przestali korzystać z lotniska we Frankfurcie, bojąc się odwetu. W powstaniu wielkopolskim polscy lotnicy przeprowadzili pierwszą akcję na korzyść wojsk lądowych. 17 stycznia 1919 przeprowadzili obserwację stanowisk niemieckich 50 km w głębi terytorium wroga. W połowie marca 1919 utworzona została 1 Wielkopolska Eskadra Lotnicza Polna – skierowana do Galicji Wschodniej. Nad Wielkopolską latała 2 Wielkopolska Eskadra Lotnicza. Na początku kwietnia 1919 trafiła ona na wielkopolski Front Południowy, na lotnisko Klęka w okolicy Nowego Miasta nad Wartą. Na początku czerwca 1919 do walk trafiła na Front Północny 2 Wielkopolska Eskadra Lotnicza, z miejscem stacjonowania w okolicach Kruszwicy. W połowie czerwca eskadrę skierowano do Stryja.
Zajęcie Ławicy miało duże znaczenie dla organizacji polskiego lotnictwa. W końcu stycznia 1919 dowódca lotnictwa polskiego zaboru pruskiego gen. Gustaw Macewicz wysłał do Warszawy 30 samolotów różnego typu. Z pozostałych zorganizował cztery eskadry – świetnie jak na owe czasy wyposażone.

## Znaczenie zdobytego sprzętu dla polskiego lotnictwa
Zdobyty sprzęt lotniczy był na ogół kiepskiej jakości i mocno zużyty. Mimo to sformowano z niego kilka eskadr lotniczych. Na zdobytym w Poznaniu sprzęcie walczono później o Lwów oraz odpierano wojska bolszewickie w 1920.

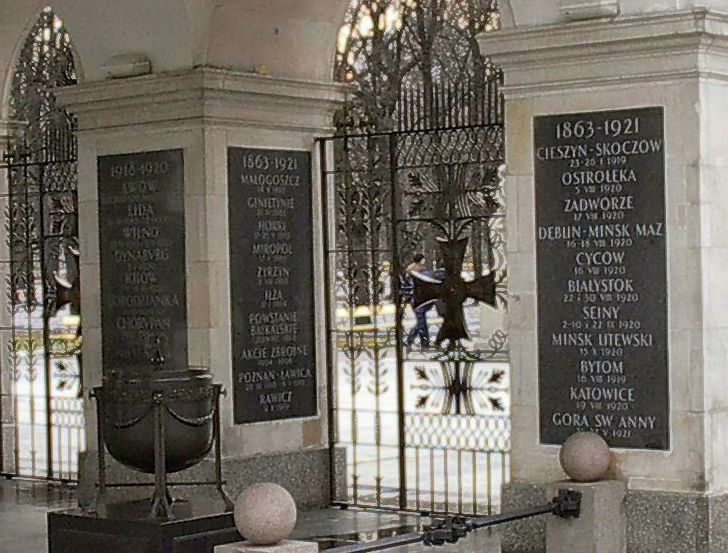
Bitwa upamiętniona na Grobie Nieznanego Żołnierza w Warszawie

Po zakończeniu wojny na wschodzie, Niemcy i Austriacy wycofali większość swego lotnictwa na front zachodni, pozostawiając na terenach Polski przede wszystkim samoloty szkolne, bardzo różnych typów. Z ogólnej liczby około 200 samolotów zdobytych na terenie Królestwa i Galicji, zaledwie 12 samolotów nadawało się do natychmiastowego użytku bojowego. Stąd też wielkie znaczenie zdobyczy na Ławicy. Bilans przyjętego po zaborcach sprzętu lotniczego opracowała w lutym Sekcja Żeglugi Napowietrznej. Uzyskano łącznie na terenie kraju 217 kompletnych maszyn, 30 różnych typów produkcji niemieckiej, austriackiej, węgierskiej i francuskiej. W polskie ręce dostało się 10 samolotów myśliwskich, 100 wywiadowczych, 70 szkolnych i 21 wycofanych wcześniej z eksploatacji. Tylko 21 maszyn nadawało się do natychmiastowego użytku.
Na miejscu niemieckiego lotniska od 1919 funkcjonuje polski port lotniczy Poznań-Ławica. Zwycięstwo w bitwie o Ławicę upamiętnia pomnik zlokalizowany między ul. Bukowską a dawnym terminalem lotniska.
Walki o Ławicę zostały upamiętnione na Grobie Nieznanego Żołnierza w Warszawie, napisem na jednej z tablic po 1990: „POZNAŃ – ŁAWICA 28 XII 1918 – 6 I 1919”.